# Shebania
Shebania is een geslacht van vlinders van de familie snuitmotten (Pyralidae).

## Soorten
- S. grandis Balinsky, 1991
- S. maculata Balinsky, 1991